# Глен Дейвис
Глен Ашби Дейвис (на английски: Glenn Ashby Davis) е американски бегач.
Роден е на 12 септември 1934 година в Уелсбърг, Западна Вирджиния. Започва да се състезава в бягането в училище и продължава в Охайския щатски университет. Два последователни пъти – на Олимпиадата в Мелбърн през 1956 година и на Олимпиадата в Рим през 1960 година – печели златен медал в бягането с препятствия на 400 метра. В Рим печели златен медал и в щафетата 4 × 400 метра. Играе за кратко в отбора по американски футбол „Детройт Лайънс“, след което е треньор и учител.
Глен Дейвис умира на 28 януари 2009 година в Барбъртън.